# Giftmorden i Hörja
Giftmorden i Hörja inträffade den 31 mars 1900 i Hörja socken, Västra Göinge härad, dåvarande Kristianstads län.
Folkskollärare Frans Oskar Bergstrand var en högt betrodd man i socknen och var även sekreterare i ortens sparbank. Han hade emellertid kommit i ekonomiska svårigheter och till följd av detta hade han förskingrat cirka 3 000 kronor av sparbankens pengar. Den dag revision skulle äga rum på sparbanken berövade han sig själv och fyra av sina barn livet genom förgiftning med cyankalium. Fallet finns beskrivet i Nordisk Kriminalkrönika 2000.
Barnen som mördades av sin far var John Oscar Bergstrand f. 1888, Gottin Linnea Bergstrand f. 1893, Thor Gunnar Engelbrekt Bergstrand f. 1894 och Lydia Bergstrand f.1899.